# Williston, South Carolina
Williston är en ort i Barnwell County i den amerikanska delstaten South Carolina. En indianby har troligen funnits på samma plats där kommunen Williston grundades. Det finns luckor i kommunens historieskrivning på grund av dokument som har blivit förstörda vid fyra bränder.

## Kända personer från Williston
- Rafael Bush, utövare av amerikansk fotboll
- Joseph Emile Harley, politiker
- Robert Willis, flygare